# Malian Linchang (bondby i Kina, Heilongjiang Sheng, lat 48,51, long 130,60)
Malian Linchang (kinesiska: 马连林场) är en bondby i Kina. Den ligger i provinsen Heilongjiang, i den nordöstra delen av landet, omkring 430 kilometer nordost om provinshuvudstaden Harbin. Antalet invånare är 189. Befolkningen består av 92 kvinnor och 97 män. Barn under 15 år utgör 4,0 %, vuxna 15-64 år 88 %, och äldre över 65 år 6,0 %.
Runt Malian Linchang är det glesbefolkat, med 14 invånare per kvadratkilometer. Närmaste större samhälle är Baoxing, 13,3 km nordväst om Malian Linchang. I omgivningarna runt Malian Linchang växer i huvudsak blandskog.
Genomsnittlig årsnederbörd är 1 022 millimeter. Den regnigaste månaden är juli, med i genomsnitt 237 mm nederbörd, och den torraste är januari, med 8 mm nederbörd.